# چرا عاشق سگ‌ها هستیم، خوک‌ها را می‌خوریم و گاوها را می‌پوشیم؟
چرا عاشق سگ‌ها هستیم، خوک‌ها را می‌خوریم و گاوها را می‌پوشیم عنوان کتابی پیرامون گیاهخواری و حقوق حیوانات است که در سال ۲۰۱۰ توسط روانشناس اجتماعی، ملانی جوی نوشته شده‌است. این کتاب انتقادی به بررسی مبانی نظری و ایدئولوژیک مربوط به فرهنگ خوردن گوشت می‌پردازد و اینکه چگونه می‌شود که برخی حیوانات، همدمان عزیزمان هستند در حالیکه بقیه را غذا می‌بینیم،